# Резолюція Ради Безпеки ООН 4
Резолюція Ради Безпеки ООН 4 — резолюція, прийнята 29 квітня 1946 року, яка засудила режим Франко в Іспанії і сформувала підкомітет, який розглядав діяльність Франко.
Резолюція була прийнята 10 голосами. СРСР утримався

## Див.також
- Резолюції Ради Безпеки ООН 1-100 (1946—1953)